# Palmeras (Córdoba)
 Las Palmeras es un barrio de la ciudad de Córdoba (España), perteneciente al distrito Poniente Norte. Está situado en zona oeste del distrito. Limita al este con los barrios de Miralbaida y Electromecánicas y al sur, con el barrio de Parque Azahara. Por el norte y al oeste está rodeado de terrenos no urbanizados.
India Martínez es una de sus vecinas más populares.
La ciudad termina en el barrio de Villarrubia de Córdoba.